# 北京大兴国际机场北线高速公路
北京大兴国际机场北线高速公路（京津冀高速S3300，即原新机场北线高速公路）是一条位于北京大兴国际机场北侧的横向高速，是大兴国际机场外围“五纵两横”综合交通主干路网的重要组成部分，满足石家庄、保定、大兴、天津、沧州、唐山等地进入大兴国际机场的通道需求。

## 概況
大兴机场北线高速西至涿州，东至廊坊，与京开高速公路、大兴机场高速公路、京台高速公路、首都环线高速公路、京雄高速公路等公路连接，为双向八车道高速公路。

### 北京段
大兴机场北线高速（北京段）全长约25公里，西至京冀界（涿州），东至京冀界（廊坊），设计速度120公里/小时，设有主线桥22座、互通立交4座，分为中段、东延段、西延段三段。其中中段桥梁于2019年3月由当时的北京市规划和国土资源管理委员会公示命名。
大兴机场北线高速（北京段）中段西起京开高速黄垡桥北980米处，东至京台高速大渠桥南侧，上跨京九铁路、南北航站楼联络线，下穿大兴机场高速、京九客运专线、地铁大兴机场线，长约14.66公里，工程总造价约83.6亿元，已于2017年12月开工。全线于2019年7月1日与大兴机场高速五环至北线高速互通立交段同步于2019年7月1日正午12时开通。
大兴机场北线高速（北京段）东延段西起京台互通立交，东至京冀界，长约2.9公里，与大兴机场北线高速（廊坊段）相接，2021年5月17日12时开通。西延段东起京开互通立交，连续上跨永定河灌渠、永定河左堤路及永定河，西至京冀界，长约8.16公里，与大兴机场北线高速（涿州段）相接。东西延工程原计划于2017年年底前开工，2019年7月前开通，西延工程2022年12月19日开通。

### 廊坊段
大兴机场北线高速（廊坊段）西至大兴机场北线高速（北京段）京冀界，与首都环线高速公路相交，东至廊坊市广阳区艾各庄村西南西外环，与规划的艺术大道西延顺接，全长9.97公里，于2018年2月开始前期工作，同年7月批准用地，同年9月开工，其中西环至廊坊主线收费站段设计速度100公里/小时，廊坊主线收费站至京冀界段设计速度120公里/小时。该路段与全长6.2公里的105国道空港新区连接线同步建设，总投资约42.92亿元。廊坊段空港至西环路段于2020年4月30日试通车。廊坊空港至北京界段2021年5月17日12时开通。

### 涿州段
大兴机场北线高速（廊坊段）东至大兴机场北线高速（北京段）京冀界，向西连接京雄高速公路后连接京港澳高速公路，远期规划延伸至京昆高速公路。京冀界至京雄高速公路段长5.57公里，于2022年12月19日开通。京雄高速公路至京港澳高速公路段，东起京雄高速公路义和庄枢纽，西至码头镇向阳村北，与京港澳高速公路相接，全长12.534公里。该段于2024年3月18日正式开工，计划2025年12月完工。京港澳高速以西路段仍在规划中。

## 互通枢纽及服务设施列表
| 地区                                                                                         | 里程                           | 类型                              | 名称                           | 连接                           | 说明                           |
| 大兴机场北线涿州段、北京段西段                                                               | 大兴机场北线涿州段、北京段西段 | 大兴机场北线涿州段、北京段西段    | 大兴机场北线涿州段、北京段西段 | 大兴机场北线涿州段、北京段西段 | 大兴机场北线涿州段、北京段西段 |
| -------------------------------------------------------------------------------------------- | ------------------------------ | --------------------------------- | ------------------------------ | ------------------------------ | ------------------------------ |
| 保定市涿州市                                                                                 | 26.800                         | 枢纽                              | 向阳枢纽互通                   | 京港澳高速                     | 京港澳高速以西段规划中         |
| 保定市涿州市                                                                                 | 16.542                         | 出入口                            | 码头互通                       | 永码路                         |                                |
| 保定市涿州市                                                                                 | 13.635                         | 枢纽                              | 义和庄枢纽互通                 | 京雄高速                       | 义和庄检查站与京雄高速合设     |
| 京冀界                                                                                       | 7.420                          | 河流                              | 石垡永定河桥                   | 石垡永定河桥                   | 上跨永定河灌渠                 |
| 北京市大兴区                                                                                 | 6.160                          | 停车场 · 加油设施 · 修车站 · 餐厅 | 服务区                         | 服务区                         | 建设中                         |
| 北京市大兴区                                                                                 | 4.500                          | 出入口                            | 常各庄桥                       | 芦西路                         | 规划中                         |
| 大兴机场北线北京段中段                                                                       |                                |                                   |                                |                                |                                |
| 北京市大兴区                                                                                 | 1.112                          | 枢纽                              | 黄垡北桥                       | 京开高速                       | 上跨永兴河                     |
| 北京市大兴区                                                                                 |                                | 枢纽                              | 西白疃桥                       | 南北航站楼联络线               | 规划中                         |
| 北京市大兴区                                                                                 | 8.077                          | 枢纽                              | 东白疃桥                       | 大兴机场高速                   |                                |
| 北京市大兴区                                                                                 | 10.311                         | 出入口                            | 段家务                         | 南中轴路                       |                                |
| 北京市大兴区                                                                                 | 14.955                         | 枢纽                              | 大渠南桥                       | 京台高速                       | 上跨李营沟                     |
| 大兴机场北线廊坊段                                                                           |                                |                                   |                                |                                |                                |
| 廊坊市广阳区                                                                                 |                                | 公安檢查站                        | 临空检查站                     | 临空检查站                     | 仅北京方向进京检查站           |
| 廊坊市广阳区                                                                                 |                                | 出入口                            | 空港互通                       | 高徐路                         |                                |
| 廊坊市广阳区                                                                                 |                                | 枢纽                              | 王场枢纽                       | 首都环线高速                   |                                |
| 廊坊市广阳区                                                                                 |                                | 主线收费站                        | 廊坊主线收费站                 | 廊坊主线收费站                 |                                |
| 廊坊市广阳区                                                                                 |                                | 枢纽 · 主线出入口                 |                                | 西环路、艺术大道               |                                |
| 1.000 英里 = 1.609 千米；1.000 千米 = 0.621 英里 并行路段 • 已关闭／取消 • 限制进入 • 未开放 |                                |                                   |                                |                                |                                |